# Язик обводнення
Язик обводнення (рос. язык обводнения; англ. lateral coning; water finger нім. Wasserzunge f, Wasserfinger m) – у нафто- і газовидобуванні - 
- 1. Зона пласта, яка зайнята крайовою водою, коли локальний фронт випереджаючого витіснення нафти (газу) водою від водонафтового (газоводяного) контуру до свердловини має витягнуту форму у вигляді язика по напластуванню порід.
- 2. Зона випереджувального витіснення нафти (газу) водою (прориву води), що має подовжену від водонафтового (газоводяного) контуру до свердловини, витягнуту форму (у вигляді язика) порівняно з рештою частини зони витіснення.